# Marshfield Municipal Airport (Wisconsin)

i7
i11
i13
Der Marshfield Municipal Airport ist der Flugplatz der Stadt Marshfield im US-Bundesstaat Wisconsin. Er wird von der Stadt betrieben und liegt circa zwei Kilometer südlich der Innenstadt von Marshfield. Im National Plan of Integrated Airport Systems der Federal Aviation Administration für die Jahre 2019 bis 2023 ist er als Platz der Allgemeinen Luftfahrt klassifiziert.

## Allgemeines
Das Gelände des Marshfield Municipal Airport umfasst eine Fläche von 223 Hektar und liegt auf einer Höhe von 390 Metern über MSL. Der Platz verfügt über zwei asphaltierte Start- und Landebahnen mit den Ausmaßen 1.525 × 30 und 1.096 × 30 Meter. Beide Bahnen verfügen über GPS- und NDB-Anflüge.
Zwischen dem 8. Juli 2019 und dem 8. Juli 2020 fanden am Flugplatz 23.050 Flugbewegungen statt. 88 % davon waren Flüge der Allgemeinen Luftfahrt, 11 % Lufttaxi-Flüge und weniger als 1 % militärische Flugbewegungen.
Im März 2021 waren 19 Luftfahrzeuge auf dem Platz stationiert. Davon waren 14 einmotorige und 3 mehrmotorige Flugzeuge sowie ein Hubschrauber.